# Кьялунда, Жюльен
Жюльен Кьялунда (фр. Julien Kialunda; 24 апреля 1940 — 14 сентября 1987) — конголезский профессиональный футболист, выступавший на позиции центрального защитника. Стал одним из первых конголезских футболистов, выступавших в европейских клубах. В составе сборной Заира сыграл на Кубке африканских наций 1972 года.

## Клубная карьера
Уроженец Матади, Жюльен начал футбольную карьеру в клубе «Даринг Леопольдвиль» из столицы Бельгийского Конго. В 1960 году переехал в Бельгию, став профессионально выступать за клуб «Юнион» из Брюсселя. В сезоне 1962/63 помог «Юниону» выиграть второй дивизион чемпионата Бельгии. В 1965 году перешёл в «Андерлехт», в составе которого четырежды становился чемпионом Бельгии (в сезонах 1965/66, 1966/67, 1967/68 и 1971/72) и выиграл Кубок Бельгии (в 1972 году). Провёл за «Андерлехт» в чемпионате 123 матча, в Кубке Бельгии — 19 матчей и в еврокубках —25 матчей. В 1973 году перешёл в клуб «Леопольд», где и завершил карьеру игрока в 1980 году.

## Карьера в сборной
Кьялунда выступал в составе сборной Заира на Кубке африканских наций 1972 года в Камеруне. Выходил в стартовом составе на всех пяти матчах своей команды на турнире, в котором Заир занял четвёртое место.

## После завершения карьеры
После завершения карьеры игрока короткое время был главным тренером сборной Заира.
Владел кафе в Икселе. У него был диагностирован СПИД, и 14 сентября 1987 года он умер в Бельгии от осложнений этого заболевания.
В память о нём была основана благотворительная организация Julien Kialunda Foundation, которая занимается социально значимыми проектами в Демократической Республики Конго. Организацию поддерживают профессиональные футболисты, включая Мбо и Эмиля Мпенза, Мохамеда Тчите и Антони Ванден Борре.